# Mabel Strickland
Mabel Strickland, född 1899, död 1988, var en maltesisk feminist. Hon spelade en ledande roll inom rörelsen för rösträtt för kvinnor i sitt land. 
Hon var dotter till Maltas premiärminister. Hon var från 1935 redaktör för tidningen Times of Malta.  
Mabel Strickland, assistant secretary of Constitution Party, lämnade 1931 in en petition undertecknad av 428 kvinnor till Royal Commission on Maltese Affairs där hon krävde att rösträtt för kvinnor skulle införas i 1921 års konstitution med hänvisning till att maltesiska kvinnor borde omfattas av den rösträtt för kvinnor som hade införts i andra delar av det brittiska imperiet, men ansökan nekades eftersom inget politiskt parti stödde det och de brittiska myndigheterna inte ansåg att Malta var redo för reformen. Malta hade vid denna tid begränsad rösträtt även för män, och Strickland krävde rösträtt för kvinnor på samma villkor, det vill säga rösträtt för kvinnliga jordägare. Hon stödde som journalist Women of Malta Association i kampen för kvinnlig rösträtt 1944–1947. Kvinnlig rösträtt infördes 1947. 
Hon blev 1950 en av tre kvinnor som valdes in i parlamentet, och satt som parlamentsledamot 1950–1953 och 1962–1966. Hon motsatte sig Maltas självständighet från Storbritannien, och försvarade pressfriheten. 